# Metalloeme
Metalloeme is een kevergeslacht uit de familie van de boktorren (Cerambycidae). De wetenschappelijke naam van het geslacht werd voor het eerst geldig gepubliceerd in 2010 door Touroult, Dalens & Tavakilian.

## Soorten
Metalloeme is monotypisch en omvat slechts de volgende soort:
- Metalloeme viridescens Touroult, Dalens & Tavakilian, 2010